# Limnophila cingulipes
Limnophila cingulipes là một loài ruồi trong họ Limoniidae. Chúng phân bố ở miền Australasia.